# Chaunacanthida
Die Chaunacanthida sind eine Ordnung einzelliger, mariner Lebewesen aus der Gruppe der Acantharia.

## Beschreibung
Die Skelette der Chaunacanthida weisen 20 Stacheln auf. Die Ansätze der Stacheln sind länglich rund, ähnlich Kegeln, und in einer kontraktilen Masse gelagert. Im Querschnitt sind die Stacheln kreuzförmig, zwei gegenüberliegende der Kanten sind gezähnt, die beiden anderen glatt.
Das Endoplasma ist im Zentrum schwarz oder rötlich pigmentiert, zum Rand hin wird es klarer. Das Ektoplasma ist durchsichtig. Die Kapselwand ist bei einigen der Gattungen deutlich ausgeprägt. Der periplasmatische Cortex weist elastische Verbindungen auf, die in einem rechteckigen Muster angeordnet sind. Die ausnehmend langen und beweglichen Myoneme sind bandartig.
Vor der Gametogenese unterzieht sich die Zelle einer morphogenetischen Umgestaltung, die zu einem speziellen Stadium im Lebenszyklus führt, dem sogenannten Litholophus. Die Stacheln legen sich hier in eine Richtung, ähnlich einem zusammengeklappten Regenschirm, die Zelle wird kleiner und nimmt eine länglich-runde Form an, Elemente wie Myoneme, periplasmatischer Cortex und Zellkerne wandern in den hinteren Zellabschnitt. Die ganze Zelle bewegt sich dann langsam aktiv im Wasser vorwärts und beginnt danach mit der Encystierung.

## Systematik
Die Ordnung wurde 1926 von Wladimir Schewiakoff erstbeschrieben, sie enthält drei Familien:
- Stauraconidae
- Conaconidae
- Gigartaconidae

## Nachweise
1. 1 2 3 4  Colette Febvre, Jean Febvre, Anthony Michaels: Acantharia. In: John J. Lee, G. F. Leedale, P. Bradbury (Hrsg.): An Illustrated Guide to the Protozoa. Band 2. Allen, Lawrence 2000, ISBN 1-891276-23-9, S. 791 (englisch).
2. ↑  Colette Febvre-Chevalier, Jean Febvre: Buoyancy and swimming in marine planktonic protists. In: J Rayner, Q. Bone (Hrsg.): Mechanics and physiology of animals swimming. 1994, Plymouth, Polytechnic South West, S. 13.